# Uczniowska balanga
Uczniowska balanga (Dazed and Confused) – amerykański film z 1993 roku, którego reżyserem jest Richard Linklater.

## Fabuła
Film został nakręcony w 1993 roku, jednak opowiada on o latach 70' w Stanach Zjednoczonych. Akcja filmu dzieje się w roku 1976 w małej miejscowości w USA. Grupa absolwentów szkoły średniej (seniorów) postanawia urządzić ogromną imprezę na zakończenie roku szkolnego, na której będzie mnóstwo piwa i marihuany. Planowana zabawa nie dochodzi do skutku i młodzież w inny sposób próbuje spędzić noc. W filmie pojawia się wiele wątków pobocznych, np. zemsta świeżych na O'Bannionie lub wątpliwości związane z grą w futbol amerykański. Scenariusz filmu oparty został na pomyśle Richarda Linklatera, który sam wyprodukował i wyreżyserował film. W Uczniowskiej balandze pojawia się wielu znanych aktorów, którzy wtedy jeszcze jako nastolatkowie robili pierwsze kroki w branży filmowej. 
Tytuł filmu został zaczerpnięty z utworu zespołu Led Zeppelin, „Dazed and Confused”, który pojawił się na albumie Led Zeppelin w 1969 roku.

## Produkcja
Okres zdjęciowy trwał od 13 lipca 1992 r. do 27 sierpnia 1992 r. Film w całości nakręcono w USA w stanie Teksas, w większości w obszarze metropolitarnym Austin, rodzinnego miasta Richarda Linklatera. Podobno aż jedna szósta budżetu filmu (6 mln $) przeznaczona została na wykupienie praw autorskich piosenek z lat siedemdziesiątych. Skompilowaniem ścieżki dźwiękowej zajął się sam Linklater. 

## Obsada
- Jason London jako Randall „Pink” Floyd
- Rory Cochrane jako Ron Slater
- Willey Wiggins jako Mitch Kramer
- Sasha Jenson jako Don Dawson
- Michelle Burke jako Jodi Kramer
- Adam Goldberg jako Mike Newhouse
- Anthony Rapp jako Tony Olson
- Matthew McConaughey jako David Wooderson
- Marissa Ribisi jako Cynthia Dunn
- Shawn Andrews jako Kevin Pickford
- Cole Hauser jako Benny O’Donnel
- Milla Jovovich jako Michelle Burroughs
- Joey Lauren Adams jako Simone Kerr
- Christin Hinojosa jako Sabrina Davis
- Ben Affleck jako Fred O'Bannion
- Jason O. Smith jako Melvin Spiney
- Deena Martin jako Shavonne Wright
- Parker Posey jako Darla Mars
- Nicky Katt jako Clint Bruno
- Catherine Avril Morris jako Julie Simms
- Christine Harnos jako Kaye Faulkner
- Esteban Powell jako Carl Burnett

## Muzyka
Oto lista niektórych piosenek z filmu:
- Aerosmith - Sweet Emotion
- Deep Purple - Highway Star
- Alice Cooper - School's Out
- Black Oak Arkansas - Jim Dandy
- War - Why Can't We Be Friends
- Ted Nugent - Stranglehold
- Alice Cooper - No More Mr Nice Guy
- Peter Frampton - Do You Feel Like We Do
- War - Low Rider
- Bob Dylan - Hurricane
- Foghat - I Just Want To Make Love To You
- Nazareth - Love Hurts
- Black Sabbath - Paranoid
- Head East - Never Been Any Reason
- ZZ Top - Tush
- Sweet - Fox On The Run
- Foghat - Slow Ride
- Rick Derringer - Rock & Roll Hoochie Koo
- Peter Frampton - Show Me The Way
- Black Oak Arkansas - Lord Have Mercy On My Soul
- ZZ Top - Balinese
- KISS - Rock & Roll All Nite
- Dr. John - Right Place, Wrong Time
- Steve Miller - Livin' In The USA
- Ted Nugent - Hey Baby
- The Runaways - Cherry Bomb
- Seals & Crofts - Summer Breeze
- Lynyrd Skynyrd - Tuesday's Gone
- The Edgar Winter Group - Free Ride

## Nagrody
- Międzynarodowy Festiwal Filmowy w Locarno 1993
  - Złoty Leopard (nominacja)
- Nagroda Młodych Artystów 1994
  - Najlepszy młody aktor towarzyszący (nominacja) - Jason London

## Opinie
Dazed and Confused nie był przebojem kasowym w roku premiery (1993), jednak po latach stał się filmem kultowym. Zyski ze sprzedaży kaset wideo i płyt DVD było wysokie, powstawały fankluby i nieoficjalne strony internetowe. Roger Ebert, autorytet wśród krytyków filmowych, ocenił film na trzy z czterech możliwych gwiazdek i pochwalił film jako „sztukę skrzyżowaną z antropologią”, wskazał na „bolesne podłoże” fabuły. Quentin Tarantino umieścił film na swojej liście 12 najlepszych filmów wszech czasów, a tygodnik Entertainment Weekly – na 3. miejscu listy 50 najlepszych filmów o szkole średniej.